# Vzporednice (kratka proza)
Vzporednice (COBISS) je zbirka kratkih zgodb Suzane Tratnik, izšla je leta 2005 pri založbi ŠKUC v knjižni zbirki Lambda. Za zbirko je avtorica prejela nagrado Prešernovega sklada.

## Vsebina
Zgodbe se dogajajo v Prekmurju, liki so večinoma neobičajni, stereotipni in že skoraj omračenega uma, izstopajo iz družbe ter nam dajo misliti. Glavni junakinji sta deklica in njena stara mama, ki je polna kar najbolj bizarnih izjav, medtem ko ostali liki bolj premišljujejo kot govorijo. 
Pripovedovalka s pomočjo personalne pripovedne perspektive, ki je fokalizirana na otroški pogled (lik deklice), opisuje na videz neusodne pretrese v otroštvu. Glavna junakinja je v teh zgodbah večkrat razočarana, saj je denimo izgubila svoje najljubše rokavičke, ugotovila, da vendarle ne obstaja lestev, ki bi jo popeljala do nebes, in je ostala brez barvnega televizorja, za katerega je upala, da ga bodo po tetini smrti dobili.
Suzana Tratnik v zbirki razkriva zamolčane družinske skrivnosti, piše o tabujih malomeščanskega sveta ali pa nanje le mimogrede namigne: o razpadu družine, ločitvi, splavu, posilstvu in celo umoru.